# جورج فینگن
جورج فینگن (انگلیسی: George Finnegan; ۰ سپتامبر ۱۸۸۱ – ۲۸ فوریهٔ ۱۹۱۳) بوکسور اهل ایالات متحده آمریکا بود.